# Front Popular (Espanya)

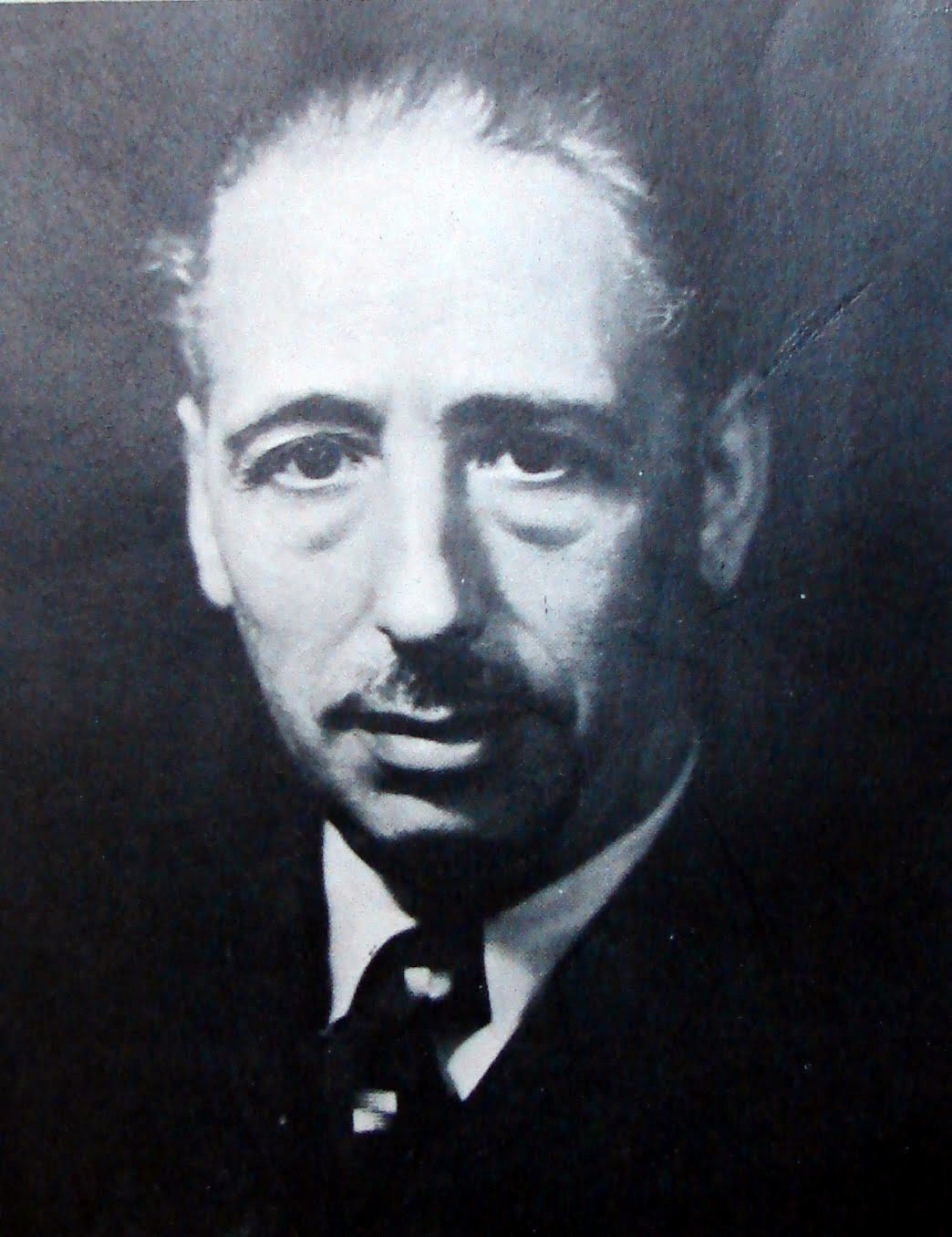
Lluís Companys va ser el president de Catalunya durant el govern democràtic al qual va guanyar les eleccions el Front Popular. Era una coalició de diversos partits i entitats, com per exemple Esquerra Republicana de Catalunya, Acció Catalana, el Partit Comunista, el POUM i els sindicats CNT-FAI i UGT.

El Front Popular a Espanya va ser un pacte de coalició electoral signat el gener de 1936 per diversos partits i altres organitzacions polítiques per a presentar-se plegats a les eleccions del febrer d'aquell mateix any. Va guanyar-les per un estret marge (34,3% de vots mentre que el Front Nacional Contrarevolucionari en va obtenir un 33,2%) i va dur a terme canvis polítics substancials encaminats a aportar major igualtat social, restauració de l'autonomia a Catalunya, una reforma agrària que acabaria amb les condicions feudals que encara hi havia a molts latifundis, amnistia de presoners polítics, etc. La dreta política va reaccionar amb l'organització d'una insurrecció militar. A Catalunya i el País Valencià era conegut com el Front d'Esquerres.
A Catalunya el president durant el govern del Front Popular va ser Lluís Companys, líder d'Esquerra Republicana de Catalunya i que havia exercit d'advocat dels sindicalistes de la CNT. Els membres del Front Popular tenien ideologies diferents dintre de l'esquerra política, però els unia una sensibilitat democràtica que abastava des de sectors de la classe mitjana demòcrata fins a les forces populars de la base treballadora de partits d'esquerra i esquerra radicals formades en la dècada de 1930. Els seus components principals eren partits burgesos liberals o de centreesquerra (radicals o republicans) al costat dels partits d'esquerra (socialistes i comunistes).
Els fronts populars no es van crear a Espanya únicament, sinó que va ser una tendència molt estesa de les ideologies d'aquells temps que apostaven per a una gran aliança d'esquerres per a combatre el creixement del feixisme a Europa. També concordava amb la política de la Internacional Comunista.

## Lluita contra el feixisme

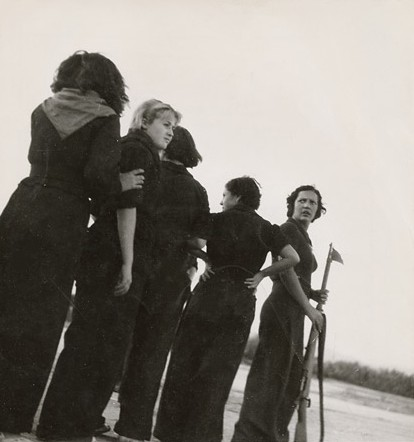
Milicianes als afores de Barcelona, l'agost del 1936, preparant-se per a defensar el govern i el Front Popular

La dreta espanyola es va oposar radicalment al front popular des del començament, sense aturar els preparatius des del mateix febrer fins al juliol. Per a evitar un alçament militar el front popular, que era darrere del govern, va desterrar fora de la península Ibèrica a oficials d'alt rang sospitosos d'alçar-se contra el govern, com per exemple el general Franco i el general Mola. També va fer disminuir progressivament l'exèrcit i la guàrdia civil, de la lleialtat dels quals el govern dubtava, mentre feia augmentar la capacitat de la Guàrdia d'Assalt.
D'altra banda, un grup d'oficials i generals de l'exèrcit espanyol tenia en un principi pensat fer el cop d'Estat abans del 15 de juny, dia de canvi trimestral de reclutes en entrenament, ja que els nous que entressin aleshores podien tenir influències antifeixistes i ser deslleials. No van poder enllestir l'organització necessària per a la data prevista, cosa que els va fer ajornar els plans per a l'octubre. Finalment, dos incidents, els assassinats del tinent Castillo, un destacat guàrdia d'assalt del govern, i poques hores més tard el del principal portaveu de la dreta a les Corts Generals, José Calvo Sotelo, el dia 12 de juliol, van fer-los canviar els plans de nou i provocar l'alçament, encara que no estigués tot completament preparat, al dia 18 de juliol.
Aquest dia tant a Barcelona ciutat com al camp van sortir al carrer multitud de treballadors que van demanar armes al govern per a defensar la democràcia, però com que Companys es va negar, les van haver d'aconseguir d'on van poder, de vegades fins i tot models molt antics als museus. Els treballadors es van organitzar espontàniament en milícies i el Front Popular, darrere el govern, els va proposar el 18 i 19 de juliol la consigna "armeu-vos i organitzeu-vos contra els rebels", per mitjà de telegrames, de manera que a cada població es van crear "comitès" i "comissions" independents i amb fins i tot noms diferents a cada lloc, com per exemple "Comitè del Front Popular" a Puigcerdà, "Comitè de Defensa" a Ripoll, "Comitè Revolucionari Antifeixista" a Granollers, etc. En una entrevista, Companys va declarar que el Front Popular no va tenir mai cap dipòsit d'armes, que s'alegrava que les milícies n'haguessin aconseguit però que sabia que no en tenien per a tothom, ja que "dubtava que la milícia antifeixista tingués més de sis mil o set mil rifles". Del costat feixista, un gran nombre d'avions italians va volar cap al Marroc per a transportar tropes feixistes a la península, ja els primers dies de la guerra van sortir vaixells del port d'Hamburg per a transportar avions i pilots i el 31 de juliol l'Usarama va sortir d'aquesta ciutat també amb direcció a Lisboa, carregant vint-i-vuit bombarders moderns a més de bombes, munició per a metralladores i artilleria.
Quan, a mesura que les tropes armades arribaven de l'Àfrica, va ser clar que no es rebria cap mena de suport moral de països com Regne Unit i França (Comitè de No-intervenció), el poder del govern i, per tant, del Front Popular, es va començar a afeblir. D'aquesta manera el control de la resistència va passar cada cop més a les milícies, organitzades en especial per la FAI-CNT (hospitals, etc.) i la UGT (allotjament de refugiats, regulació dels subministraments i de l'atur, etc.).